# 李明俊
李 明俊（イ・ミュンジョン、1990年11月21日 - ）は、韓国出身のラグビー選手。

## プロフィール
- ポジションはスクラムハーフ(SH)。
- 身長 174cm、体重 74kg
- ニックネームはミュンジョン。
- 韓国代表に選ばれたことがある[2]。

## 来歴
高麗大学卒業後、2016年、NECグリーンロケッツに加入。
2018年、NECグリーンロケッツを退団した。